# Trigonomima apipes
Trigonomima apipes là một loài ruồi trong họ Asilidae. Trigonomima apipes được Enderlein miêu tả năm 1914. Loài này phân bố ở miền Ấn Độ - Mã Lai.